# Кведа Ончеїші
Кведа Ончеїші (груз. ქვედა ონჭეიში) — село в Грузії.
За даними перепису населення 2014 року в селі проживає 16 осіб.